# 许美爽
许美爽（1986年5月28日—），中国足球运动员，中国国家女子足球队成员，司职守门员，曾效力于长春亚泰俱乐部。她曾代表中国参加2007年FIFA女子世界杯。